# Праведников, Андрей Никодимович
Андрей Никодимович Праведников (16 ноября 1923 года — 12 сентября 1985 года) — советский химик, специалист в области химии полимеров, доктор химических наук, профессор, член-корреспондент АН СССР.

## Биография
Родился 16 ноября 1923 года в Москве. Русский.
В январе 1942 года был призван в РККА Красногвардейским РВК Москвы. Рядовой Праведников службу проходил в 100-й стрелковой бригаде. В 1943 году выбыл по обморожению, в ходе боевой операции по ликвидации Великолукской группировки противника. В 1944 году на повторном мед. освидетельствовании был признан годным к нестроевой службе.
В 1949 году окончил Московский институт тонкой химической технологии им. М. В. Ломоносова, сразу после его окончания и до конца жизни работал Научно-исследовательском физико-химическом институте им. Л. Я. Карпова. В 1954 году защитил кандидатскую диссертацию, в 1970 получил ученую степень доктора химических наук. В 1974 году стал профессором. С 1975 года возглавлял отделение синтеза полимеров, одновременно с этим в 1970—1984 годы был заведующим кафедрой синтеза полимеров МИТХТ. В 1976 году был избран членом-корреспондентом АН СССР. Преподавал в Московском институте тонкой химической технологии им. М. В. Ломоносова (1972—1985).
В 1985 году награждён орденом Отечественной войны 2-й степени.

## Научная деятельность
Основное направление научной деятельности ученого — химия полимеров. Он описал механизм и теорию сополимеризации виниловых и диеновых мономеров. Работал в области эмульсионной полимеризации. Разработал (1953—1956) теорию w-полимеризации виниловых и диеновых мономеров, внес существенный вклад в развитие теории эмульсионной полимеризации (1972—1985). Разработал (1970—1985) физико-химические основы синтеза высокотермостойких гетероциклических полимеров (полигетероариленов). Выявил важную роль свободнорадикальных процессов при термодеструкции полигетероариленов (1972—1976). Разработал (1970—1985) новый подход к синтезу полимеров этого типа (метод изомеризационной циклизации), положенный в основу получения полимерных массивных материалов, сочетающих высокую термостойкость с хорошими механическими свойствами. Развил (1973—1980) новое направление в получении полимерных фотопроводников с высокой фоточувствительностью и хорошими физико-химическими свойствами на основе полиимидов и их комплексов..

## Награды
- Орден Трудового Красного Знамени;
- Медаль «За доблестный труд в Великой Отечественной войне 1941—1945 гг.»;
- Юбилейная медаль «50 лет Вооружённых Сил СССР»;
- Юбилейная медаль «60 лет Вооружённых Сил СССР»;
- Юбилейная медаль «Двадцать лет Победы в Великой Отечественной войне 1941—1945 гг.»;
- Юбилейная медаль «За доблестный труд (За воинскую доблесть). В ознаменование 100-летия со дня рождения Владимира Ильича Ленина»[3].

## Основные труды
- Праведников А. Н., Липатов Ю. С. Методы получения и свойства привитых и блок-полимеров. — М., 1958. — 36 с.
- Праведников А. Н. Термическая деструкция полимеров с циклами в цепи. — М., 1972. — 12 с.